# Саяда-Лямта-Бухджар
Саяда-Лямта-Бухджар (араб. صيادة-لمطة-بوحجر) — округ в Тунісі у регіоні Сахель. Входить до складу вілаєту Монастір. До його складу входять міста Саяда (центр округу), Лямта та Бухджар. Станом на 2004 рік загальна чисельність населення становила 22947 осіб.
| Туніс | Це незавершена стаття з географії Тунісу. Ви можете допомогти проєкту, виправивши або дописавши її. |